# Gerbrand Faas Elias
Gerbrand Faas Elias, (Amsterdam, 18 april 1784 - aldaar, 5 maart 1864), was een rentenier, grootgrondbezitter en bestuurder.
Gerbrand was de zoon van David Willem Elias uit het geslacht Elias en de Amsterdamse burgemeestersdochter Anthonia Faas. Hun huis stond aan de Keizersgracht in Amsterdam. Zijn zomerverblijf was Huis Schoonoord in Baarn. Om te voorkomen dat de familienaam Faas uit zou sterven kreeg Gerbrand als tweede naam Faas. De moeder stierf echter al jong op 10 maart 1792, toen Gerbrand nog maar zeven jaar oud was. Zijn vader David hertrouwde vervolgens op 1 juli 1783 een andere burgemeestersdochter, Catharina Suzanna van de Poll.
Na zijn studie Romeins en Hedendaags recht in Leiden trouwde hij in 1809 met Margaretha Clara (Margo) van de Poll, een nichtje van zijn stiefmoeder. Met de erfenis van Gerbrands moeder kocht het paar de buitenplaats Haeg en Velt in Velsen en nam hun 
intrek in het pand In ‘t Derde Vreede Jaer, Keizersgracht 604 te Amsterdam. 
Gerbrand Elias was van 1 maart 1820 tot 22 december 1840 lid Provinciale Staten van Holland voor de stad Amsterdam. Hierna zou hij tot 9 september 1850 voor deze stad lid worden van de Provinciale Staten van Noord-Holland. Tussen oktober 1829 en oktober 1851 was hij lid van de stedelijke raad van Amsterdam. 
Tot zijn nevenfuncties behoorden dijkgraaf van de hoogheemraadschappen 'Zeeburg en Diemerdijk' en 'Amstelland'.
Op 29 maart 1814 behoorde hij op de Vergadering van Notabelen tot de 474 notabelen die moesten beslissen over de ontwerp-Grondwet.
In 1817 had hij in Baarn het Huis Schoonoord gekocht met de bijbehorende enorme lap grond.  In 1818 werd hij lid van de Baarnse Commissie van Weldadigheid die was ingesteld door het prinselijk paar Willem II en prinses Anna Paulowna. Andere leden waren burgemeester Frans Pen, pastoor Van der Worp en predikant Hondius Gaukes.
Elias werd benoemd tot ridder in de Orde van de Nederlandse Leeuw en commandeur in de Orde van de Eikenkroon.